# Herb Krapkowic
Herb Krapkowic – jeden z symboli miasta Krapkowice i gminy Krapkowice w postaci herbu, ustanowiony przez Radę Miejską 28 kwietnia 2016

## Wygląd i symbolika
Herb przedstawia w polu błękitnym półorzeł złoty i półkoło o trzech szprychach srebrne.
Orzeł symbolizuje położenie miasta na Górnym Śląsku. Znaczenie koła jest niejasne. Według Mariana Gumowskiego albo było w jakiś sposób związane z Raciborzem albo z książętami opolskimi. Na pieczęci konnej Władysława opolskiego z 1257 r. na czapraku końskim widnieją podobne koła. Koło może zatem odnosić się do księcia opolskiego Władysława, który nadał Krapkowicom prawa miejskie.

## Historia

Herb Krapkowic do 2016 r.

Miasto Krapkowice zostało założone pod koniec XIII w. Z tego czasu pochodzi jego najstarsza pieczęć przedstawiająca półkoło o trzech szprychach i półorła. Na pieczęciach miejskich od połowy XVII w. kolejność godeł została odwrócona.